# Efterslægtstavle
En efterslægtstavle eller et stamtræ er en oversigt over en persons eller et ægtepars efterkommere frem til nutiden. Den person, som danner grundlaget for efterslægtstavlen kaldes stamfaderen.
I efterslægtstavlen medtages alle efterkommere, også de der er født uden for ægteskab. Adoptivbørn medtages både i de biologiske forældres tavle og i adoptivforældrenes tavle.
I modsætning til anetavlen, medtages i efterslægstavlen alle personer der er i slægt med stamfaderen.
En stamtavle er i genealogien en efterslægtstavle visende alle, der er født med et givet slægtsnavn i henhold til den gældende navnelov. Den medtager kun efterkommere af mandsled (såkaldt agnatisk descendens). Døtre medtages, men ikke deres børn. Hvis en mand ikke efterlader sig sønner, erklæres hans slægtslinje for uddød, hvilket kan betyde, at man kan stamme fra en uddød slægt, hvis man stammer fra kvindelinjen.
Endelig er der legatstamtavlen. På denne optages alle, der opfylder betingelser for at modtage et bestemt legat, fx at de er født i ægteskab og er direkte efterkommere af legatstifterne.

## Opbygning af efterslægstavler
Efterslægstavler kan opbygges efter forskellige principper.

### Indrykningssystemet[3]
Systemet opbygges sådan, at det først behandler det ældste barn, derefter dettes ældste barn, indtil denne linje ikke har flere børn. Så behandles næstældste barns linje, og så videre.
Hver generation rykkes et stykke til højre i forhold til forældregenerationen, mens søskende står i samme position. Generationerne betegnes enten med fortløbende tal eller skiftevis med bogstaver og tal, og man kan variere betegnelsen, fx A,B,C, næste generaltion 1,2,3, næste a,b,c og så videre.
Indrykningssystemet blev meget brugt i ældre slægtslitteratur. Ulempen ved det er dels, at det er umuligt at vide i hvilken generation eller overhovedet hvor i efterslægten, man befinder sig, dels at det er håbløst umuligt at tilføje nye slægtled eller at rette eventuelle fejl, idet alle med et senere nummer derved skal have nyt nummer.

### Generationsvis opstilling[4]
I den generationsvise opstilling behandles hver generation for sig. Først behandles første generation (forældrene), dernæst anden generation (børnene) og så videre.
Dette system benyttes ofte i nyere trykt slægtslitteratur.
Alle personer får et løbenummer, der benyttes til både at henvise fra forældre til børn og omvendt.

### Tabellariske opstilling[5]
I den tabellariske opstilling – der minder om den generationsvise opstilling – behandles børnene sammen med forældrene på en tavle. Når børnene selv får børn flyttes de til en ny tavle, hvor de starter som forældre.

## Nummerering
Den største vanskelighed ved efterslægtstavler er nummereringen. Ældre systemer hviler på princippet om ulige former for nummerering af ulige slægtsled. Eksempelvis bruger Danmarks Adels Aarbogs stamtavler indtil 1918 et system, hvor probanden ikke nummereres, anden generation angives med store bogstaver: A, B, C, D osv., tredje generation med arabertal: 1, 2, 3, 4 osv., fjerde generation med små bogstaver: a, b, c, d osv., hvorefter man begynder forfra – dog udelandende store bogstaver – med parentes til højre: 1), 2), 3), 4), så a), b)), c), d) for femte og sjette generation osv. osv. Systemet er temmelig uoverskueligt, idet man let løber sur i hvilket efterslægtsled, man befinder sig i.
Der findes imidlertid en variant, der er langt mere overskuelig og som kan kaldes kommasystemet. Princippet er, at der for hvert nyt slægtled føjes et nyt tal til: probanden bliver således altid nr. 1, denne ældste barn nr. 1,1, næstældste barn nr 1,2, tredjeældste barn nr. 1,3 osv. Ældste barns ældste barn bliver herefter 1,1,1 osv. Dette system har den fordel, at man altid kan se dels hvilket slægtled i forhold til probanden, man befinder sig i, dels hvilket barn i rækkefølgen, der er tale om (derimod ikke barneflokkens størrelse, ejheller barnets køn – det ses af navnet). Således vil 1,3,2,5,2 være probandens tredjeældste barns næstældste barns femteældste barns næstældste barn – vi er i fjerde efterslægtsled i forhold til probanden. Fordelen er, at nyfundne (måske dødfødte eller uægte børn) forholdsvis let lader sig indføre, idet det kun er de yngre søskende (og disses efterslægter), der skal have rettet nummereringen. Ægtefæller kan eventuelt tilføjes ved at angive et bogstav i tilknytning til nummeret, fx a ved første ægtefælle, b ved anden ægtefælle til samme person osv. (således bliver ægtefællen 1,3,2,5,2a i ovennævnte tilfælde).